# حارة المخنق (صنعاء)

تعديل مصدري - تعديل

حارة المخنق هي إحدى حارات حي صرف بمديرية شعوب إحدى مديريات العاصمة اليمنية صنعاء، بلغ تعداد سكانها 261 نسمة حسب تعداد اليمن لعام 2004.